# جيرالد هولتون
جيرالد هولتون (بالألمانية: Gerald Holton)‏ (و. 1922 – م) هو فيزيائي، ومؤرخ، وفيلسوف من ألمانيا . ولد في برلين . وهو عضواً في الجمعية الأمريكية للفلسفة، والجمعية الفيزيائية الأمريكية، والأكاديمية الأمريكية للفنون والعلوم .

## التعليم
تعلم في جامعة هارفارد، وجامعة وسليان

## مناصب وهيئات
أدار جامعة هارفارد.

## جوائز
حصل على جوائز منها:
- Abraham Pais Prize [الإنجليزية]‏ (2008)
- قلادة أورستد  [لغات أخرى]‏ (1980)
- زمالة غوغنهايم.